# Cheney Stadium
O Cheney Stadium é um estádio localizado em Tacoma, estado de Washington, nos Estados Unidos, possui capacidade total para 6.500 pessoas, é a casa do time do Tacoma Rainiers, time de beisebol da liga menor Pacific Coast League e do time de futebol Tacoma Defiance que joga na USL Championship, o estádio foi inaugurado em 1960.